# Lipice
Lipice falu Horvátországban, Lika-Zengg megyében. Közigazgatásilag Brinjéhez tartozik.

## Fekvése
Zenggtől 45 km-re, községközpontjától 12 km-re északkeletre, a Lika északi részén, Velebit-hegység és a Kapela hegység között, a Kis-Kapela déli lábánál fekszik. Településrészei Bićanić, Brbot, Krznarić, Mesić, Murat, Pernar, Perković, Trtanj, Smolčić, Vidaković, Vučetić és Vuković.

## Története
A régészeti leletek tanúsága szerint területe már az i. e. 10. századtól lakott volt. Ezt igazolja a Pernar és Vuković falvak közötti területen előkerült tholosz, valamint a cserépmaradványok, melyek egykori nekropoliszra utalnak. Mivel további feltárások nem történtek az itteni bronzkori és vaskori települések nagyságáról nincs információ. Bizonyos, hogy a rómaiak előtt az illírek egyik törzse a japodok lakták ezt a területet, mely római korban Liburnia provinciához tartozott.
A mai település akkor keletkezett amikor 1638 körül Albert Herberstein zenggi kapitány engedélyével a török elől menekülő vlahok telepedtek le Brinje környékén. Első írásos említése 1638-ban történt. Lakói a letelepítés fejében a török elleni harcokban katonai szolgálatot láttak el. A település a katonai határőrvidék részeként az otocsáni ezred brinjei századához tartozott. 1765-ben a brinjei és a jezeroi századot elválasztották az otocsáni ezredtől és az ogulini ezred parancsnoksága alá rendelték. Ez a beosztás a határőrvidékek megszüntetéséig 1881-ig fennmaradt. Plébániáját 1871-ben alapították, templomát 1878-ban építették. 1857-ben 625, 1910-ben 1051 lakosa volt. 1881-ben megszüntették a katonai határőrvidékeket és integrálták őket a polgári közigazgatásba. A trianoni békeszerződésig terjedő időszakban előbb Lika-Korbava vármegye Zenggi járásához, majd 1892-től a Brinjei járáshoz tartozott. Ezt követően előbb a Szerb–Horvát–Szlovén Királyság, majd Jugoszlávia része lett. Jugoszlávia felbomlása után 1991-ben a független Horvátország része lett. 2011-ben a településnek 154 lakosa volt, akik főként mezőgazdasággal, állattartással foglalkoznak.

## Lakosság
| Lakosság változása | Lakosság változása | Lakosság változása | Lakosság változása | Lakosság változása | Lakosság változása | Lakosság változása | Lakosság változása | Lakosság változása | Lakosság változása | Lakosság változása | Lakosság változása | Lakosság változása | Lakosság változása | Lakosság változása | Lakosság változása |
| ------------------ | ------------------ | ------------------ | ------------------ | ------------------ | ------------------ | ------------------ | ------------------ | ------------------ | ------------------ | ------------------ | ------------------ | ------------------ | ------------------ | ------------------ | ------------------ |
| 1857               | 1869               | 1880               | 1890               | 1900               | 1910               | 1921               | 1931               | 1948               | 1953               | 1961               | 1971               | 1981               | 1991               | 2001               | 2011               |
| 625                | 815                | 864                | 870                | 982                | 1.051              | 972                | 972                | 1.025              | 985                | 898                | 835                | 555                | 417                | 254                | 154                |

## Nevezetességei
Keresztelő Szent János tiszteletére szentelt temploma 1878-ban épült. Északnyugat-délkeleti tájolású, egyhajós, téglalap alaprajzú épület, sokszögű szentéllyel, a szentély mellett északkeletre sekrestyével és az oromzaton álló harangtoronnyal. A főhomlokzat függőlegesen három tengelyre tagolódik. A központi tengelyt vakolat- és festékcsíkok hangsúlyozzák. Alsó részének közepén a félköríves bejárati portál, a kórus magasságában egy körablak, az oromzati zónában egy téglalap alakú ablak látható. A harangtorony négy oldalán félköríves záródású ablaknyílások találhatók. A püspöki vizitációk adatai szerint a plébániát először 1723-ban említik. A templom kora barokk és historikus berendezéssel rendelkezik. Szolgálatát a jezeranei plébános látja el.